# Hopscotch
Hopscotch is een Amerikaanse speelfilm uit 1980, geregisseerd door Ronald Neame. De film is gebaseerd op de roman Hopscotch (1975) van Brian Garfield.

## Rolverdeling
| Acteur            | Personage                   |
| ----------------- | --------------------------- |
| Walter Matthau    | Miles Kendig                |
| Glenda Jackson    | Isobel von Schönenberg      |
| Sam Waterston     | Joe Cutter                  |
| Ned Beatty        | G.P. Myerson                |
| Herbert Lom       | Mikhail Yaskov              |
| David Matthau     | Leonard Ross                |
| George Baker      | Parker Westlake             |
| Ivor Roberts      | Ludlum                      |
| Lucy Saroyan      | Carla Fleming               |
| Severn Darden     | Leroy Maddox                |
| George Pravda     | Saint Breheret              |
| Jacquelyn Hyde    | Realtor                     |
| Mike Gwilym       | Alfie Booker                |
| Terry Beaver      | Tobin                       |
| Ray Charleson     | Clausen                     |
| Anne Haney        | Mrs. Myerson                |
| Douglas Dirkson   | Follett                     |
| Jeremy Young      | medewerker immigratiedienst |
| Joe Dorsey        | veiligheidsagent            |
| Allan Cuthbertson | Giles Chartermain           |